# کلونوونگتسا-پلاتس
کلونوونگتسا-پلاتس (به لهستانی:  Klonownica-Plac) یک روستا در لهستان است که در گمینا یانوف پودلاسکی واقع شده‌است.